# Edna Merey-Apinda
Edna Merey-Apinda (Libreville, ngày 11 tháng 9 năm 1976) là một nhà văn người Gabon.

## Tiểu sử
Edna Merey-Apinda lớn lên ở Port-Gentil với sáu anh chị em, mẹ bà là một nữ hộ sinh và cha bà là một trợ lý hành chính. Bà lấy bằng tú tài ở Pháp, nơi bà học ngành thương mại ở Toulouse.
bà hiện đang sống ở Port-Gentil, nơi bà làm việc trong một bàng ty dầu khí.

## bàng trinh
- Les av Adventures d'Imya, petite fille du Gabon, Paris, L'Harmattan, 2004
- Ce soir je fermerai la porte, Paris, L'Harmattan, 2006
- Garde le sourire, Paris, Le Manuscrit, 2008
- Des contes pour la lune, St Maur, Jets d'Encre, 2010
- Ce reflet dans le miroir St Maur, Jets d'Encre, 2011

Vào tháng 10 năm 2011, một trong những truyện ngắn của bà đã được dịch sang tiếng Đức cho một tạp chí Áo, với tựa đề "Es regnet auf die Stadt".